# Janibeg Sultan
Janibeg Sultan (Janibeg ibn Kwaja Muhammad o Khoja Muhammad) fou regent del kanat dels uzbeks. Era cosí de Muhàmmad Xibani i fill de Khoja Muhammad (germà de Xah Budah Sultan, el pare de Xibani).
Va participar en les lluites de Muhàmmad Xibani, i se l'esmenta des del 1500. El 1503 va rebre el govern d'Andijan. A la mort de Xibani va assolir una regència de facto. Janibeg va restablir inicialment l'autoritat a Transoxiana i va matar nombrosos "mongols" que es dedicaven al saqueig ara a aquesta regió, i els va reunir.
Baber, que era a Kabul, va rebre la notícia de la mort de Xibani a la batalla de Merv avançat el mes de desembre de 1510 i va decidir recuperar el seu antic domini; immediatament (1511) va avançar cap a Hissar. Hamza Sultan i Mehdi Sultan governaven a Kunduz i Hissar (Caghaniyan) i deixant una guarnició a la fortalesa d'Hissar van avançar cap a Waksh; Baber va arribar a Desht Kulak, una de les principals poblacions de la regió de Khutlan i va tractar de sorprendre a Hamza Sultan que al seu torn el volia sorprendre a ell; tots dos esperaven que l'enemic seria més dèbil del que en realitat era; al moment decisiu els dos es van retirar.
Mentre era a la regió del Kunduz, Baber va rebre una ambaixada persa a la que acompanyava la seva germana Khanzada Begum, que s'havia casat i havia estat repudiada per Xibani i s'havia casat amb Sayyid Hade, d'una família de notables religiosos, que havia mort a Merv. Baber la va rebre encantat i va despatxar una ambaixada a Ismaïl I per felicitar-lo per la seva victòria i demanar-li ajut per conquerir Transoxiana; Ismaïl li va concedir i aviat un contingent persa es va reunir amb Baber. Quan aquest va arribar a Pal Sangin, al pont de pedra sobre el Shurgab, Hamza Sultan ja l'havia ocupat; Baber va travessar el riu uns quilòmetres al sud (nedant) i va intentar retornar a la seva posició, però llavors els uzbeks van avançar amb força i van atacar victoriosament, lluitant-se fins a la nit; llavors els uzbeks, que ja es veien vencedors, es van retirar per anar a buscar aigua i les forces de Baber van fer un contraatac victoriós i Hamza i Mehdi Sultan foren capturats i portats davant Baber. Hissar, Kundiz, Khutlan, and Khozar, van caure en mans de Baber. Aquest va rebre llavors més tropes d'Ismaïl I i altres reclutades entre les tribus de la regió atretes pel seu prestigi, reunint 60.000 homes. El comandament dels perses el tenien Ahmed Sultan (que era parent de Shah Ali Khan Istijlu) i Shahrukh Khan Afshar. Baber es va dirigir cap a Karshi on Ubayd Allah, que tenia el feu de Bukharà, s'havia fet fort; per consell dels seus oficials Baber va ignorar la fortalesa i es va dirigir cap a Bukharà; quan Ubayd Allah ho va saber va marxar també cap a Bukharà però va arribar massa tard i els uzbeks es van retirar cap a Yassy o Turkestan; els prínceps uzbeks estaven a Samarcanda, i es van alarmar i van fugir també cap a Yassy i Transoxiana va quedar lliure d'uzbeks.
Sultan Said Khan i l'oncle de l'historiador Haydar, Sayed Muhammed Mirza, es van apoderar d'Andijan i van assegurar Fergana i els uzbeks que els anaven a atacar, al saber la victòria de Baber, van fer marxa enrere i es van retirar. Baber va entrar a Samarcanda sent rebut amb joia pel poble, i fou proclamat sultà el 8 d'octubre de 1511, si bé aquesta vegada ho feia com a vassall del xa safàvida de Pèrsia. Els seus dominis abraçaven Gazni, Kunduz, Hissar, Samarcanda, Bukharà, Fergana, Taixkent i Sayram. Va concedir diversos feus als seus parents sense saber el poc temps que tindria el territori. Va adoptar els vestits perses i els va fer adoptar per la seva gent, i sobretot la gorra persa; aquesta complaença amb els xiïtes li va fer perdre suport popular. Sabia que no podia abandonar l'aliança persa, ja que sense aquest suport no es podria enfrontar als uzbeks. Aquestos per la seva banda van enfrontar una incursió d'Ismaïl I en persona, que va avançar fins a Maymana i Kara Robat; llavors se li va presentar Muhammad Timur Sultan, fill de Muhàmmad Xaibani, i altres notables, encapçalant una delegació que portava valuosos regals i una oferta de pau. Com que Ismaïl I volia arranjar els afers a l'Azerbaidjan i la frontera amb els otomans, va acceptar i es va establir que les terres al sud de l'Oxus, incloent Coràsmia o Khivà, pertanyerien al xa (1512).
A la primavera del 1512 els uzbeks van retornar i un exèrcit es va dirigir cap a Taixkent mentre un altre, dirigit per Ubayd Allah, marxava cap a Bukharà. Baber va enviar un contingent per ajudar a Taixkent i va reunir la resta de les seves tropes per enfrontar a Ubayd Allah; aquest es va retirar i fou empaitat per Baber; els dos exèrcits es van enfrontar a Kul-i Malik. Els historiador Haydar (que era cosí de Baber i cunyat de Ubayd Allah) diu que els uzbeks només eren 3.000 i Baber tenia 40.000 homes, però tot i així, el segon fou derrotat (18 d'abril de 1512) i va haver de retornar cap a Samarcanda; allí ja no tenia el suport del poble i a més els graners estaven buits, i el maig es va haver de retirar cap a Hissar, enviant missatgers a Ismaïl per informar del desastre i demanar més ajut. Un contingent d'uzbeks va marxar contra Baber a Hissar, però en veure els preparatius fets per la defensa, es van retirar. Ismaïl, trencant de fet el pacte de pau amb els uzbeks, va enviar en el seu ajut al general Amir Yar Muhammed conegut com a Nedjim Sani ("Segona Estrella"), que era el seu ministre de finances i al que havia encarregar la pacificació del Gran Khorasan. Les forces combinades de Baber i els perses pujaven a 60.000 homes.
Aquest exèrcit va atacar Karshi, quarter general d'Ubayd Allah, que estava molt ben fortificada; fou assetjada i capturada a l'assalt; el governador i tots els habitants, uzbeks o no, foren massacrats, sense respectar sexe ni edat. Entre els morts hi va haver Mawlana Binai, el poeta així com diversos sayyids i homes sants; després d'això les forces perses, com si fos un càstig, no van tornar a reeixir en res del que van intentar. Aquest acte, considerat de fanatisme xiïta, va disgustar a Baber que es va mantenir distant d'Amir Nedjim (Nadjim o Nadjm). Els perses van seguir avançant i es van acostar al fort de Gijuvan o Ghudjuwan on estaven Ubayd Allah i Muhammad Timur Sultan. La batalla que va seguir fou ferotge (12 de novembre de 1512) i els perses, després d'hores de lluita, van ser derrotats. Nadjim i tots els principals oficials perses i turcmans van morir. Baber no hauria donat prou suport als perses, i va haver de buscar la seva fortuna fora de Transoxiana. La victòria de Gijuvan (Ghudjuwan) va assegurar als uzbeks el control de Transoxiana.
Una assemblea o kuriltay dels uzbeks es va celebrar sota la direcció de Janibeg. Els feus es van redistribuir: Kotxkunju (Kuchkunji o Kotxkunju), germà de Muhàmmad Xibani, va rebre Samarcanda; Muhammad Timur (fill de Xibani) fou nomenat corregent a Samarcanda junt a Kotxkunju; Siyunich (germà de Kotxkunju) va rebre Taixkent; Ubayd Allah o Ubaid Al·là (fill de Mahmud Sultan i nebot de Muhàmmad Xaibani) va rebre el territori patrimonial del seu pare, Bukharà, juntament amb Karakul i Karshi. Janibeg es va reservar Miankal (que sota Muhàmmad Xaibani havia governat el seu propi fill Muhammad Timur) i la Sogdiana de Samarcanda (Soghd) amb les ciutats de Kermineh i Nur. En el mateix any (i molt probablement al mateix kuriltay) Kutxkunju fou elegit com a khakan i tot i tenir l'autoritat de iure la direcció principals dels afers va recaure en Ubayd Allah (Ubaid Al·là), kan a Bukharà.
Va participar en algunes operacions militars de manera secundària i va morir abans que Kotxkunju (mort probablement el 27 de desembre de 1529), un temps després de Soyuj o Siyunich (fill d'Abu l-Khayr i, per tant, oncle de Xibani) que era kan a Coràsmia i Taixkent, o sigui vers el 1528 a tot tardar.